# Acuut reuma
Acuut reuma, acuut gewrichtsreuma of polyarthritis rheumatica acuta is (het gevolg van) een infectieziekte, en valt onder de verzamelnaam Reuma volgens de terminologie van het Reumafonds. De ziekte wordt veroorzaakt door een immunologische (kruis)reactie op een bacterie, een β-hemolytische streptokok van groep A. Antistoffen tegen deze bacterie blijken ook bepaalde weefsels van het eigen lichaam aan te vallen, wat de symptomen van acuut reuma veroorzaakt.

## Symptomen
De symptomen volgen een in eerste plaats lichte, soms niet eens bemerkte, keelontsteking of andere infectie met streptokokken (bv een huidinfectie), die vaak vlot geneest. Een tweetal weken na genezing vertoont de patiënt een acute reuma-aanval die gepaard gaat met:
- Koorts
- Aantasting van de grote gewrichten en verspringend van één gewricht naar het andere, waarbij het eerst aangetaste genezen blijkt.
- Hartklachten. De klachten verschillen van een hartgeruis tot ontsteking van het endocard. Het zijn vooral deze hartklachten die de patiënt nog lang parten kunnen spelen.
- Erythema marginatum
- Chorea van Sydenham (sint-vitusdans)
- Subcutane noduli. Dit zijn onderhuidse bulten van 0,5-2cm groot. Ze zijn stevig en niet pijnlijk

## Complicaties
Acuut reuma is op zich een (zeldzame) complicatie van een streptokokkeninfectie (veel minder dan 1 procent). Uiteindelijk stopt de aanval spontaan; het lijkt alsof de patiënt genezen is. Dit is niet altijd het geval. Een belangrijke complicatie van de ziekte (±30% van de patiënten) is aantasting van het endocard, met name het klep-endocard. Klepbeschadiging kan op latere leeftijd gevolgen hebben en een beschadigde klep kan soms jaren later geïnfecteerd worden met bacteriën als deze in de bloedbaan komen.

## Behandeling
Behandeling wordt ingesteld met middelen uit de NSAID-groep, zoals ibuprofen en Aspirine, totdat de klachten verdwenen zijn, ook bij staken van de medicatie. Antibiotica worden daarnaast vaak wel gegeven, hoewel de veroorzakende bacteriën op het moment van de reuma-aanval meestal al weg zijn. Ook is nooit aangetoond dat het behandelen van keelontstekingen door streptokokken in een vroeg stadium de kans op acuut reuma naderhand doet verminderen.

## Profylaxe
Bij een aangetoond beschadigde hartklep wordt wel aanbevolen bij ingrepen die potentieel een bacteriëmie kunnen veroorzaken (vooral tandheelkundige) preventief een uur voor de ingreep een hoge dosis antibiotica eenmalig te nemen om kolonisatie van de klep te voorkomen.